# Trigonospila braueri
Trigonospila braueri är en tvåvingeart som först beskrevs av Townsend 1933.  Trigonospila braueri ingår i släktet Trigonospila och familjen parasitflugor. Inga underarter finns listade i Catalogue of Life.